# 13717 Венсілл
13717 Венсілл (13717 Vencill) — астероїд головного поясу, відкритий 17 серпня 1998 року.
Тіссеранів параметр щодо Юпітера — 3,603.